# 莲堤区
莲堤区（：／ Yeonje gu */?）是韩国釜山廣域市的一个区，该区总面积12.08 km², 人口约214,000。该区成立于1995年，析置自东莱区。莲堤区辖有2个法定洞（13个行政洞）。“莲堤”来源于所辖两个法定洞的名称，分别各取一字而成。

## 象征
区花 : 莲花

区树 : 松树

区鸟 : 白鹳

## 行政区划

行政區劃圖

- 巨堤洞（朝鲜语：거제동）
- 莲山洞（朝鲜语：연산동 (부산)）